# Palestyna (Glinnik)
Palestyna – część wsi Glinnik w Polsce, położona w województwie łódzkim, w powiecie zgierskim, w gminie Zgierz. Wchodzi w skład sołectwa Glinnik.
W latach 1975–1998 Palestyna należała administracyjnie do ówczesnego województwa łódzkiego.
W latach 1864–1865 właściciel dóbr Glinnik podzielił swoje grunty. Powstały wówczas nowe osady Palestyna (Palastina) i Józefów. Właściciel podarował również ziemię pod cmentarz i szkołę w Palestynie. Szkoła w Palestynie została założona 1 lutego 1866 roku i funkcjonowała do 1910 r.. W 1910 r. spłonęła. Była to szkoła ewangelicka, „początkowa ogólna”. W 1886 r. Palestyna liczyła 20 mieszkańców i 4 domy.